# Archeria eriocarpa
Archeria eriocarpa är en ljungväxtart som beskrevs av Joseph Dalton Hooker. Archeria eriocarpa ingår i släktet Archeria och familjen ljungväxter. Inga underarter finns listade i Catalogue of Life.